# Charles-Henri Augustin
Pour les articles homonymes, voir Augustin.
Charles-Henri Augustin, dit Augustin fils ou neveu (Dijon, 1779 - Paris, 29 septembre 1819) est un peintre et aéronaute français.

## Biographie
Le 26 brumaire an 14, il fait son 5e vol aérien en ballon de Rouen Saint-Sever au Trait,. Les jours précédents, le ballon est exposé sur la place de la Cathédrale.
Le 3 septembre 1806, il effectue sa 6e ascension en ballon à Amsterdam et atterrit à Buiksloot.
Son 8e vol a lieu le 3 juin 1807 à Amsterdam.
Le 13 juillet 1812, il fait un vol de 45 km en partant de Douai.
Le 6 septembre 1812, il effectue son 18e vol de Arras à Léalvillers.
En juillet 1817, il saute en parachute de son ballon parti de Lyon et atterrit à Hières-sur-Amby.
Il meurt à 40 ans après une maladie de treize jours.
Il est le neveu du peintre Jean-Baptiste Jacques Augustin.